# Punta Arrecife (Malvinas)
La punta Arrecife (en inglés: Reef Point) es un cabo que marca el extremo sur de la isla Bougainville, que se ubica al oeste de la costa oriental de la isla Soledad del archipiélago de las Malvinas, que según la Organización de las Naciones Unidas (ONU), está en litigio de soberanía entre el Reino Unido, quien la administra como parte del territorio británico de ultramar de las Malvinas, y la Argentina, quien reclama su devolución, y la integra en el departamento Islas del Atlántico Sur de la provincia de Tierra del Fuego, Antártida e Islas del Atlántico Sur.
Este cabo marca el punto este de la ensenada de Luisa. Además se encuentra cerca de la punta Aguda de la isla Bougainville, y enfrente de la Punta Triste de la isla Soledad.